# حمله هوایی به مسجد در الجینه
در حملهٔ هوایی نیروهای نظامی ایالات متحده آمریکا به مسجدی در روستای در کنترل مخالفان الجینه در نزدیکی استان حلب، سوریه، در ۱۶ مارس ۲۰۱۷ این مسجد تخریب شد. حمله منجر به مرگ تا ۴۹ نفر شد و صد نفر دیگر را مجروح کرد. به گفته رامی عبدالرحمن رئیس دیدبان حقوق بشر سوریه در زمان حمله تا ۳۰۰ نفر در مسجد عمر بن خطاب حضور داشتند.دیده بان و ساکنین گفتند مسجد تخریب شده در حالی که ارتش آمریکا گفت ساختمانی در آن نزدیکی هدف بوده و مسجد آسیب ندیده.

## تلفات جانی
گزارش‌های اولیه حاکی از آن هستند که چهل و دو نفر کشته شده‌اند گر چه که خود گروه اس او اچ آر می گوید که در مارس ۲۰۱۷ شمار کشته شدگان به چهل و نه نفر هم می‌رسد، در حالیکه گاردین هم گزارش داده که چهل و شش نفر جانباخته‌اند. اس او اچ آر گفته است که بیشترین تلفات مربوط به غیر نظامی‌ها بوده‌است و بیش از صد نفر از مردم عادی نیز زخمی شده‌اند. کلاه سفیدها یا دفاع مدنی سوریه می گوید که شمار زیادی از مردم به دنبال حمله در زیر آوار دفن شدند.
طبق گفته سخنگوی پنتاگون،شمار زیادی از جنگجویان القاعده، از جمله رده‌های بالای نظامی القاعده، در میان این کشته شدگان هستند. سخنگوی دیگری می گوید که ارزیابی‌های اولیه هیچ تلفاتی مربوط به شبه نظامیان را نشان نمی‌دهد.

## مداخله ایالات متحده
گفته می‌شود که در صحنه درگیری موشکی پیدا شده‌است که حروف لاتین نگاشته شده بر آن نشان می‌دهد که متعلق به نیروهای ایالات متحده است.این گزارش را گروه جستجو گر بریتانیایی یعنی بلینگ کت منتشر کرده‌است.موسسه عدالت سوریه تصاویری را منتشر کرده‌است که نشان می‌دهد سلاح‌های در صحنه بمباران متعلق به ایالت متحده امریکاست.بر همین اساس روزنامه تلگراف این تصاویر را به عنوان شاهدی جهت مسئولیت آمریکا در تلفات و درگیرهای جانی غیر نظامیان در مسجد الجینه می داند.